# Lady Channel
Lady Channel fue una cadena de televisión italiana que emitía 24 horas al día las telenovelas de los años 1980, 1990 y 2000.
El canal fue cerrado el 31 de agosto de 2012 porque no fue renovado el contrato con Sky Italia. Fue sustituido en la versión timeshift+1 por el canal Vero Capri, continuando la programación de telenovelas.

## Las telenovelas
- 12:00 Esmeralda, con Leticia Calderón y Fernando Colunga
- 13:00 Inés Duarte, secretaria, con Amanda Gutiérrez y Víctor Cámara
- 14:00 Aquarela do Brasil, con María Fernanda Candido, Edson Celulari y Thiago Lacerda
- 15:00 Cielo Rojo, con Edith González y Mauricio Islas
- 16:00 La dama de rosa, con Jeannette Rodríguez y Carlos Mata
- 17:00 Amanda Sabater, con Maricarmen Regueiro y Flavio Caballero
- 18:00 099 Central, con Facundo Arana y Nancy Dupláa
- 19:05 Abigaíl, con Catherine Fulop y Fernando Carrillo
- 20:00 Andrea Celeste, con Raúl Taibo y Andrea Del Boca

- Algunas de las telenovelas que emitió: Antonella, Andrea Celeste, Corazón Salvaje (1993), Abigaíl, Huracán, La Intrusa (México), Máximo corazón, Celeste, Celeste siempre Celeste, Manuela, Señora (telenovela), Esmeralda, Perla Negra, Pobre diabla (México), Yo soy Betty, la fea, Déjate querer, Grecia, Ecomoda, Mientras haya vida, Rosa salvaje, Guadalupe y Milagros (Perú), Pasión Morena, Marielena, Padre Coraje , Vidas Robadas, Cuidado con el ángel , Sortilegio, 099 Central, Zíngara

- Emitirá próximamente: Chiquinha Gonzaga (miniserie), La muchacha del circo (telenovela), Kassandra, Manuela, Marielena.